# Айдън
Вижте пояснителната страница за други значения на Айдън.
Айдъ̀н (на турски: Aydın) е град в Западна Турция, осемнадесети по големина в страната.

## География
Айдън е административен център на приегейската област Айдън и на община Айдън. Население 150 000 души (2004). Намира се на 80 km от Егейско море в широката долина на река Меандър (на турски Бююк Мендерес). Меандър е най-важната река в западната част на Мала Азия. На север от град Айдън се намира планината Айдън, която има няколко високи над 1800 m върха. 5 km на юг от Айдън река Чине се влива в Айдън. Айдън е свързан с близо тримилионния егейски град Измир чрез Европейски път E87. Намира се на надморска височина 57 m. Отстои от Кушадасъ на 65 km. В района на Айдън има минерални извори.

## История
Наблизо се намира древният град Трал, според легендата, основан от аргонавтите.
През 1186 попада под властта на селджуците. По времето на династията на Ментешите през 13 век носи името Гюзелхисар („красив замък“). През 14 век е превзет от династията на Айдъните и става столица на тяхното емирство. 1390 е завладян от Османската империя. Тимур, който освобождава града през 1402, възстановява емирството, но скоро той отново е превзет от османците.
Градът е сериозно засегнат през септември 1922 по време на войната между Гърция и Турция, когато отстъпващите гърци го подпалват, преди да го предадат на турците.

## Културни и природни забележителности
В града има стари джамии и старо училище за богослови.

## Икономика
В областта се произвежда зехтин, сапун, текстилни изделия и цимент. Водещо е растениевъдството (маслини, смокини, портокали, мандарини, памук, тютюн и слънчоглед). Животновъдството е слабо развито (овцевъдство и козевъдство).

## Известни личности
Родени в Айдън
- Антимий от Трал (5 – 6 век), архитект
- Дарио Морено (1921 – 1968), певец и актьор
- Питодор (70 пр.н.е.-28), политик
- Хрисостом Хадзиставру (1878 – 1928), гръцки духовник

## Побратимени градове
- Бугулма, Русия
- Буенос Айрес, Аржентина
- Дюселдорф, Германия
- Манчестър, Англия
- Нюкасъл ъпон Тайн, Англия
- Хавър, Франция